# Tentative de coup d'État de 2022 à Sao Tomé-et-Principe
 (décembre 2022).
Le texte peut changer fréquemment, n’est peut-être pas à jour et peut manquer de recul. 
Le titre et la description de l'acte concerné reposent sur la qualification juridique retenue lors de la rédaction de l'article et peuvent évoluer en même temps que celle-ci.
 (janvier 2023).
La tentative de coup d'État de 2022 à Sao Tomé-et-Principe est une tentative de coup d'État survenue sur la nation insulaire de Sao Tomé-et-Principe dans la nuit du 24 au 25 novembre 2022.

## Coup d'État
Lors d'une conférence de presse tenue le 25 novembre, le Premier ministre du pays, Patrice Trovoada, a déclaré que le quartier général des forces armées (en) du pays avait été attaqué par quatre hommes, dont Delfim Neves, président de l'Assemblée nationale sortant, et un officier militaire qui avait tenté un précédent coup d'État. La tentative de coup d'État a été déjouée par le gouvernement et ses auteurs ont été décrits comme étant en état d'arrestation,.
Quatre personnes ont été tuées dans une fusillade, dont Arcelio Costa, et 12 soldats actifs ont été impliqués. Trovoada a également suggéré que des combattants du groupe sud-africain officiellement dissous Buffalo Battalion (en) étaient impliqués et que l'un de leurs mercenaires, Arlecio Costa, tué dans les combats, était l'un des meneurs.
Les putschistes ont déclaré qu'ils avaient tenté de renverser le gouvernement en raison de la pauvreté dans le pays.